# Сосьва (Сосьвинский муниципальный округ)
Со́сьва — посёлок городского типа в Свердловской области России. Административный центр Сосьвинского муниципального округа и крупнейший населённый пункт Серовского района.

## География
Посёлок Сосьва находится на восточном склоне Среднего Урала, на левом берегу реки Сосьвы. Посёлок расположен вблизи географического центра Свердловской области, а также возле границы природных зон Урала и Сибири.
Сосьва находится вдали от крупных уральских городов. Она расположена к северо-северо-востоку от Екатеринбурга, к северо-востоку от Нижнего Тагила и к юго-востоку от Серова. Последний является ближайшим городом. Расстояние до Серова по прямой — 87 километров, по автодороге — 108 километров, по железной дороге — 105 километров.

## История
Одно из первых русских поселений на территории современного Сосьвинского округа — село Кошай — было основано около 1600 года.
После 1680 года с появлением стрельцов и посадских людей из Верхотурья были основаны многочисленные деревни (Постникова, Морозкова, Еремеева, Семёнова, Киселёва), которые вместе с вогульскими поселениями в XVIII—XIX вв. входили в Сосьвинскую волость Верхотурского уезда.
В мае 1880 года на землях Кошайского крестьянского общества в устье реки Олты началось строительство чугунолитейного завода. Этот завод просуществовал до 1927 года и был закрыт, а на его месте был построен новый деревообрабатывающий завод.
В 1923 году посёлок Сосьвинский завод стал центром Сосьвинского района Тагильского округа Уральской области. В 1931 году Сосьвинский район был включён в состав Надеждинского.
В 1938 году в Сосьве был создан Северо-Уральский ИТЛ. 16 ноября 1938 года указом Президиума Верховного Совета РСФСР Сосьвинский сельсовет был реорганизован, а Сосьва была отнесена к категории рабочих посёлков.
С 1 октября 2017 года согласно областному закону № 35-ОЗ статус изменён с рабочего посёлка на посёлок городского типа.
25 апреля 2023 года в посёлке случился сильный пожар, в результате чего сгорело более 110 зданий и погибли 2 человека.

## Население
| 1959   | 1970    | 1979    | 1989    | 2002    | 2009  | 2010  | 2012  |
| ------ | ------- | ------- | ------- | ------- | ----- | ----- | ----- |
| 14 283 | ↘11 295 | ↘10 463 | ↘10 412 | ↘10 341 | ↘9385 | ↗9634 | ↘9337 |
| 2013   | 2014    | 2015    | 2016    | 2017    | 2018  | 2019  | 2020  |
| ↘9156  | ↘8949   | ↘8695   | ↘8407   | ↘8275   | ↘8249 | ↘8175 | ↘8138 |
| 2021   | 2023    |         |         |         |       |       |       |
| ↘7063  | ↘6963   |         |         |         |       |       |       |

## Инфраструктура

### Общие сведения
В Сосьве есть пожарная часть № 6/4 Государственного казённого пожарно-технического учреждения Свердловской области «Отряд противопожарной службы Свердловской области № 6», отделение полиции № 18 межмуниципального отдела МВД России «Серовский», почтовое отделение.

### Религия
В Сосьве действуют два православных храма:
- Храм во имя святого Николая Чудотворца;
- Храм во имя святой великомученицы Екатерины.

### Образование
В Сосьве две средние и одна основная школы, три детских сада, детская школа искусств, филиал Серовского профессионального училища № 55 и филиал Серовского техникума сферы обслуживания и питания.

### Культура и спорт
Культурные и спортивные мероприятия проводятся в районном культурно-спортивном комплексе. Рядом с РКСК расположен футбольный стадион и хоккейная площадка. Возле больничного парка расположен дом детского творчества (бывший Дом пионеров).
В посёлке есть пять памятников. Первые два посвящёны событиям Гражданской войны (братская могила с обелиском на улице Фадеева и памятник борцам революции на улице Ленина). В парке Победы расположен мемориал сосьвинцам — участникам Великой Отечественной войны, на котором также установлены именные стелы в честь Героев Советского Союза А. Н. Лапина, М. С. Теплоухова и С. А. Щелканова и Героя России В. В. Романова. Ранее находившийся на территории бывшей воинской части № 6606 внутренних войск МВД СССР памятник военнослужащим, погибшим при исполнении служебных обязанностей в 2018 году перемещен к парку по улице Ленина, а на территории школы № 1 — памятник Герою России В. В. Романову.

### Медицина
В посёлке две больницы: поликлиника со стационаром для сотрудников ФСИН (филиал «Больница № 9» ФКУЗ «Медико-санитарная часть № 66 Федеральной службы исполнения наказаний») и амбулаторно-поликлиническое отделение посёлка Сосьва ГБУЗ СО «Серовская городская больница». Также в Сосьве есть подстанция Серовской городской станции скорой медицинской помощи.

## Промышленность
В Сосьве развита лесная и деревообрабатывающая промышленность.
До 2005 года основным предприятием было ООО «Сосьвинский ДОК». В 2009 году предприятие было признано банкротом. Первый камень был заложен 21 сентября 1932 года. Первые цеха заработали в 1937 году. В связи с открытием завода село было переведёно в категорию рабочих посёлков. В 1960 годах комбинат начал выпускать шпон из разных пород дерева, в том числе и особо ценных, таких как красное дерево, сырьё для которого поступало из Африки. При комбинате было создано подсобное хозяйство. Спад производства начался в 1970 году, когда Уралвагонзавод отказался от продукции комбината в связи с началом производства цельнометаллических вагонов. После 1991 года резко сократились заказы, и к 1998 году закрылся последний из цехов.
В черте посёлка ранее находились 2 колонии строгого режима — ИК № 15 (упразднена в 2016 году) и ИК № 18 (окончательно ликвидирована в 2022 году). В настоящее время действует одно лечебно-исправительное учреждение (ЛИУ № 23), в котором содержатся осуждённые мужчины, больные туберкулёзом и соматически больные женщины.

## Транспорт
Железная дорога
В 8 километрах к западу от Сосьвы находится железнодорожная станция Сосьва-Новая однопутной неэлектрифицированной ветки Алапаевск — Серов. В самом посёлке также находятся станция Сосьва и остановочный пункт Сосьва (посёлок) тупиковой ветки (длиной 16 км) от станции Новая Заря. Пассажирского движения на ней не было с 1950-х годов до 2010 года. Возобновление пригородного сообщения на подобных тупиковых ветках для современной России случай весьма редкий.
С 2010 года курсирует поезд Сосьва — Серов и Сосьва — Екатеринбург (3 раза в неделю). До начала 2000-х годов действовала сеть лесовозных узкоколейных железных дорог, ведущих из посёлка в восточном направлении (самый длинный участок Сосьва-Отынья около 100 километров), с примыканием на станции Глубокой участка до посёлка Гари, а также многочисленные так называемые узкоколейные «усы», как правило временные, в места погрузки леса. Существовало также и пассажирское движение служебного назначения (в основном перевозка заключённых по многочисленным лагпунктам и промзонам). На сегодняшний день сохранилась лишь насыпь.
Автобусы
Есть регулярный автобусный маршрут до Серова из Сосьвы и транзитный маршрут Серов — Гари.